# Ořech (hudební nástroj)
Ořech (také nultý pražec) strunného nástroje je kousek tvrdého materiálu, který podpírá struny na jejich vrchním konci (konci nejblíž k hlavici a ladicí mechanice). Ořech má dvě funkce: držet struny na místě, nastavit výšku a rozpětí strun nad krkem nástroje. Spolu s můstkem ořech určuje mensuru (délku chvějící se struny). Může být vyroben z ebenu, slonoviny, kosti nebo plastu a většinou je opatřen zářezy pro struny, ale např. er-chu nemá ořech z tvrdého materiálu, ale smyčku z provázku, případně kovový háček (měně běžné).

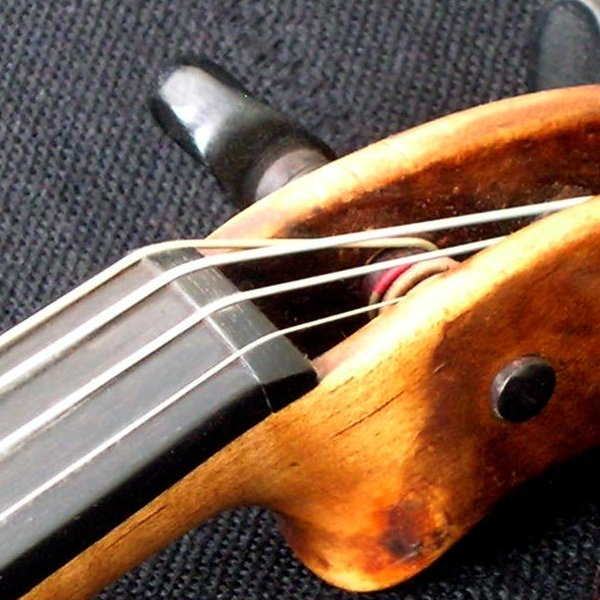
Housle
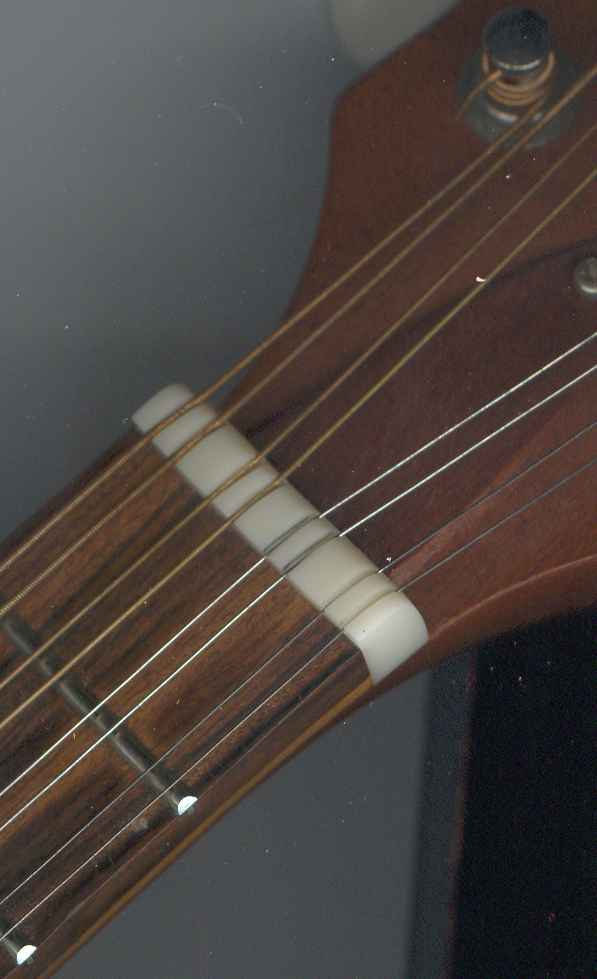
Mandolína
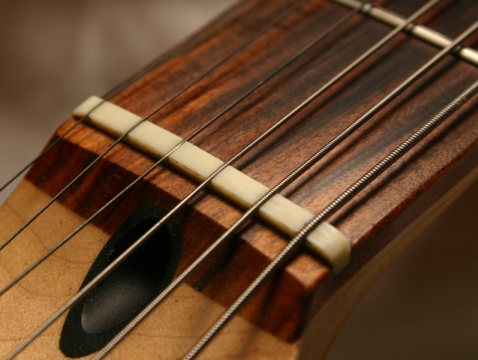
Kytara
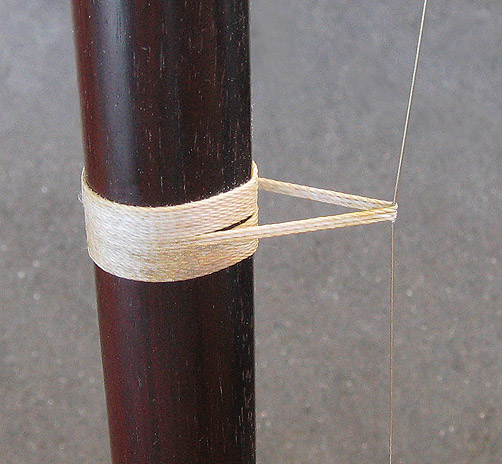
Er-chu